# Greenland Ice Sheet Project
| \| Dye 3 North Site Crete Milcent Summit Dye 2 South Dome Hans Tausen Camp Century North Central Camp III \| Positions des forages de GISP et GISP2 |
| Dye 3 North Site Crete Milcent Summit Dye 2 South Dome Hans Tausen Camp Century North Central Camp III                                              |

Le Greenland Ice Sheet Project était un projet de recherche international visant au prélèvement de carottes de glace dans l'inlandsis du Groenland. 
Les partenenaires du premier projet étaient : 
- l'université d'État de New York à Buffalo ;
- l'université technique du Danemark ;
- l'université de Copenhague ;
- l'université de Berne.

L'objectif principal du projet était de carotter, pour la première fois, la totalité de l'épaisseur de glace, jusqu'à atteindre le socle rocheux. 